# Camelomantis penangica
Camelomantis penangica är en bönsyrseart som beskrevs av Giglio-tos 1917. Camelomantis penangica ingår i släktet Camelomantis och familjen Mantidae. Inga underarter finns listade i Catalogue of Life.